# Trouble Chocolate
Trouble Chocolate (яп. トラブルチョコレート Торабуру Тёкорэто) — аниме-сериал, созданный студией AIC в 1999 году и лицензированный на территории США компанией Viz Media. Впервые транслировался по японскому телеканалу TV Asahi с 9 октября 1999 года по 25 марта 2000 года. Всего было выпущено 20 серий.

## Сюжет
Действие аниме происходит в мире, где технологии и магия сосуществуют. В магической академии Какао получает рекомендацию от классного руководителя Гана, как выполнить заклинание, чтобы вызвать духа дерева. Какао тем временем находит шоколадку и съедает её. Однако это оказывается волшебный шоколад, которому уже более двухсот лет. Какао начинает чувствовать себя вялым и падает в обморок. Позже он просыпается в постели рядом с прелестной зелёноволосой девушкой, которая оказывается древесным духом Хинано в теле деревянной марионетки — Хинано. Она стремится найти Какао. Вместе им предстоит столкнуться с новыми демонами и другими странными созданиями.

## Персонажи
Какао (яп. カカオ Ка:као) — главный герой сериала.
Сэйю: Наоки Янаги
Хинано (яп. ヒナノ Хи:нано) — главная героиня. Она сделает все возможное, чтобы защитить Какао и сделать его счастливым.
Сэйю: Сакура Тангэ
Дебора (яп. デボラ Дэ:бора) — соперница Хинано и любовница Муракаты.
Сэйю: Кёко Хиками
Дзин Мураката (яп. ムラカタ Му:раката)
Сэйю: Хиромити Когами
Трюфель (яп. トリュフ То:риуфу)
Сэйю: Ясуюки Касэ
Альмонд (яп. アーモンド Ам:ондо)
Сэйю: Икуэ Отани
Гана-сэнсэй (яп. ガーナ Га:нач) — учитель в Академии MG. Он постоянно пытается учить Какао магии.
Сэйю: Томохиро Цубой
Биг Бенг (яп. ビッグバーン Бигу:бан)
Сэйю: Хидэнари Угаки
Папайя (яп. パパイヤ Папая)
Сэйю: Сигэру Накахара
Матча (яп. 抹茶 Ма:тча)
Адзуки (яп. 小豆 Ад:зуки) / Красный боб
Сэйю: Цунакакэ Хироми
Комуги (яп. コムギ Вх:иат)
Сэйю: Ватанабэ Юмико
Иваси (яп. イワシ Са:рдайн)
Сэйю: Такако Хонда
Минто (яп. ミント Ми:нт) — девушка, которая хочет покорить мир. Однако она в основном шутит, когда дело касается зла. У неё есть приятель по имени Крачи Баг.
Сэйю: Хориэ Юи

## Музыка
Открывающая музыкальная композиция:
1. - «C.H.O.C.O.»
  - Автор: Акио Тогаси / Композитор: Акио Тогаси / Арранджировка: Акио Тогаси / Вокал: Сакура Тангэ и Кёко Хиками

Закрывающая музыкальная композиция:
1. "Hey Why..." (яп. ねぇ 何で… Nē Nande…)
  - 8 октября, 1999 — 14 января, 2000, 24 марта, 2000
  - Автор: Ацуси Ивамизу / Композитор: Хитоши Харукава, Сифо / Аранжировщик: Хитоси Харукава / Вокал: Риэ Йошизава
  - Эпизоды: 1-12, 20[1]
2. "I Want to See You: Missing You - Millenium Dance version" (яп. あなたに逢いたくて〜Missing You〜 Millenium Dance Version Anata ni Aitakute: Missing You - Millennium Dance version)
  - 21 января, 2000 — 17 марта, 2000
  - Автор: Сейко Мацуда / Композитор: Сэйко Матцуда, Рё Огура / Аранжировщик: Андо Такахиро / Вокал: Сакура Тангэ и Куёко Хиками
  - Эпизоды: 13-19[2]

## Список серий
| №. | Название | Дата выхода      |
| -- | --- | ---------------- |
| 1  | First Trouble / "In Comes Trouble" «Fāsuto Toraburu» (ファーストトラブル)                                                                   | 8 октября, 1999  |
| 2  | Science Special Investigation Club Depart! / "Meet the S.M.A.T." «Kagaku Tokusō Butai Bu Shutsudō!» (科学特捜部隊部出動！)                  | 15 октября, 1999 |
| 3  | Mega-Rich Transfer Student «Tenkōsei wa Mega-Ritchi» (転校生はメガリッチ)                                                                   | 29 октября, 1999 |
| 4  | MG Academy Hungry Panic / "Hunger Panic" «Emu Jī Gakuen Hangurī Panikku» (ＭＧ学園ハングリーパニック)                                       | 5 ноября, 1999   |
| 5  | The Strongest and Invincible Love Love Couple / "The Greatest Love of All" «Saikyō Mutekina Rabu Rabu Kappuru» (最強無敵なラブラブカップル) | 12 ноября, 1999  |
| 6  | Would You Like Matcha and Azuki? / "Kitty-Kat Kalamity" «Matcha to Azuki wa Ikagaka na?» (抹茶と小豆はいかがかな？)                         | 19 ноября, 1999  |
| 7  | The 34th School Contest / "Athletic Supporters" «Dai Sanjūyon-kai Gakuen Kontesuto» (第３４回学園コンテスト)                                | 3 декабря, 1999  |
| 8  | The Target is the Magic User / "...And Called it Macaroni" «Tāgetto wa Mahō Tsukai» (ターゲットは魔法使い)                                  | 10 декабря, 1999 |
| 9  | Horrible - Bathtub Doll Incident / "Bathing Beauties" «Kyōfu - Yubune Ningyō jiken» (恐怖 湯舟人形事件)                                     | 17 декабря, 1999 |
| 10 | Run, Express Messenger-kun! / "Wait, Mister Postmen" «Hashire, Hikyaku-kun!» (走れ、飛脚くん！)                                             | 24 декабря, 1999 |
| 11 | Magical Digging War / "Love at First Sight" «Majikaru Horehore Taisen» (マジカルホレホレ大戦)                                               | 7 января, 2000   |
| 12 | Conquest Girl Mint / "It Was Mint to be" «Seifuku Shōjo Minto» (征服少女ミント)                                                             | 14 января, 2000  |
| 13 | Deborah VS Mecha-Deborah «Debora VS Meka-Debora» (デボラＶＳメカデボラ)                                                                     | 21 января, 2000  |
| 14 | Encounter With Nushi / "The Monster of Lake Micro-Grand" «Nushi Tono Sōgū» (ヌシとの遭遇)                                                   | 4 февряля, 2000  |
| 15 | The Mysterious Pencil-kun / "The Incredible Mister Pencil" «Fushigi na Penshiru-kun» (不思議なペンシルくん)                                 | 11 февраля, 2000 |
| 16 | Explosion! Bomb Granny of Love / "Granny's Surprise" «Bakuretsu! Ai no Bomu Bā-san» (爆裂！愛のボム婆さん)                                  | 18 февраля, 2000 |
| 17 | Mini Mini Adventure / "A Small Problem" «Mini Mini Adobenchā» (ミニミニアドベンチャー)                                                      | 3 марта, 2000    |
| 18 | Hinano, Burning in Club Activities! / "One of us" «Hinano, Bukatsu ni Moeru!» (ヒナノ、部活に燃える！)                                      | 10 марта, 2000   |
| 19 | Hinano, Gets Confessed to! / "Hinano Gets a Secret" «Hinano, Kokuhaku Sareru!» (ヒナノ、告白される！)                                       | 17 марта, 2000   |
| 20 | You're Welcome, Hinano! «Hinano, Jūbun Desu!» (ヒナノ、じゅうぶんです！)                                                                    | 24 марта, 2000   |

## Примечание
1. ↑  Mania.com Reviews Trouble Chocolate. Mania.com (11 ноября 2002). Дата обращения: 23 июля 2014. Архивировано из оригинала 27 июля 2014 года.
2. ↑  digitallyOBSESSED! reviews - Trouble Chocolate #1. digitallyOBSESSED! (18 ноября 2002). Дата обращения: 23 июля 2014. Архивировано 8 августа 2014 года.